# Rudy Morren
Rudy Morren (Aarschot, 30 juli 1963) is een Vlaams schrijver, scenarist en voormalig acteur.

## Biografie
Rudy Morren volgde een acteursopleiding aan de Studio Herman Teirlinck en is bij het grote publiek bekend om zijn rol als ambulancier Cisse De Groot in de televisieserie Spoed, die hij van 2000 tot 2003 vertolkte. Hij draaide ook telkens een jaar lang mee in de telenovelles Louislouise (2008-2009) en Ella (2010-2011) en had een vaste rol in het tweede seizoen van Danni Lowinski (2013).
In het theater stond Morren op de planken met de gezelschappen Arca, de KNS i.o.n., het Raamtheater en HETPALEIS in onder andere Mierenzeik, De thuiskomst, Spaans stuk, Terug naar Brezjnev en De God van de Slachting.
Vanaf midden jaren 2000 ging Morren zijn acteercarrière combineren met scenarioschrijven. In 2019 bracht hij als auteur een boek uit getiteld Wild vlees. In 2020 volgde een tweede boek, Sneeuwspoor, waarvoor hij de Hercule Poirotprijs won. Datzelfde jaar besliste Morren tot stoppen met acteren.
In 2025 verscheen het boek De man die niet alleen viel, waarin Morren zijn relaas doet over zijn leven met parkinson.
Morren woonde samen met actrice Patricia Goemaere.

## Scenario's
- Deadline 14/10
  - Aflevering 1 (2012)
  - Aflevering 2 (2012)
  - Aflevering 3 (2012)
  - Aflevering 4 (2012)
  - Aflevering 5 (2012)
  - Aflevering 6 (2012)
  - Aflevering 7 (2012)
  - Aflevering 8 (2012)
- F.C. De Kampioenen
  - De twaalfde man (2006)
  - Buitenspel (2007)
  - De kotmadam (2008)
  - De gokchinees (2008)
  - Schwalbe (2009)
- Zone Stad
  - Fucking clowns (2013)
- Gent-West
  - Aflevering 1 (2017)
  - Aflevering 2 (2017)
  - Aflevering 3 (2017)
  - Aflevering 4 (2017)
  - Aflevering 5 (2017)
  - Aflevering 6 (2017)
  - Aflevering 7 (2017)
  - Aflevering 8 (2017)
  - Aflevering 9 (2017)
  - Aflevering 10 (2017)

- Virtual International Authority File: 778157282919903640003
- WorldCat: E39PBJdMfJBDrk6WCVwCHMg3Qq